# Игнатова, Наталья Леонидовна
Ната́лья Леони́довна Игна́това (род. 28 декабря 1973, Брянск) — российская легкоатлетка, специалистка по спринтерскому бегу. Выступала за сборную России по лёгкой атлетике в конце 1990-х — начале 2000-х годов, обладательница бронзовой медали чемпионата Европы, многократная победительница и призёрка первенств национального значения, участница летних Олимпийских игр в Сиднее. Представляла Москву и Брянскую область. Мастер спорта России международного класса.

## Биография
Наталья Игнатова родилась 28 декабря 1973 года в Брянске.
Занималась бегом под руководством тренеров В. В. Гурова и В. М. Маслакова. Состояла во всероссийском физкультурно-спортивном обществе «Динамо».
Впервые заявила о себе в лёгкой атлетике на взрослом уровне в сезоне 1997 года, когда на чемпионате России в Туле выиграла бронзовую медаль в беге на 100 метров и вместе с командой Брянской области одержала победу в эстафете 4 × 100 метров. Попав в основной состав российской национальной сборной, выступила на чемпионате мира в Афинах, где на стометровой дистанции с результатом 11,70 остановилась на предварительном квалификационном этапе.
В 1998 году в беге на 100 метров стартовала на чемпионате Европы в Будапеште, но так же больших успехов здесь не добилась.
На зимнем чемпионате России 1999 года в Москве стала серебряной призёркой в беге на 60 метров, уступив только Оксане Экк, тогда как на летнем чемпионате России в Туле получила серебряную награду в дисциплине 100 метров, финишировав позади Ирины Приваловой. Участвовала в чемпионате мира в Севилье, где дошла до стадии четвертьфиналов в индивидуальном беге на 100 метров и остановилась на предварительном забеге эстафеты 4 × 100 метров. Кроме того, в тех же дисциплинах была второй на Кубке Европы в Париже.
В 2000 году на зимнем чемпионате России в Волгограде победила в беге на 60 метров, выступила на чемпионате Европы в помещении в Генте. На летнем чемпионате России в Туле победила в беге на 100 метров. По итогам чемпионата удостоилась права защищать честь страны на Олимпийских играх в Сиднее — на стометровой дистанции дошла до второго этапа, в то время как в эстафете 4 × 100 метров вместе со своими соотечественницами Мариной Транденковой, Ириной Хабаровой и Натальей Помощниковой-Вороновой стала в главном финале пятой.
После сиднейской Олимпиады Игнатова осталась в составе российской национальной сборной и продолжила принимать участие в крупнейших международных стартах. Так, в 2001 году в беге на 100 метров она финишировала второй на чемпионате России в Туле, уступив на сей раз Екатерине Лещёвой, в эстафете 4 × 100 метров показала второй результат на Кубке Европы в Бремене, отметилась выступлением на чемпионате мира в Эдмонтоне.
В 2002 году в беге на 100 метров взяла бронзу на чемпионате России в Чебоксарах, в эстафете 4 × 100 метров была третьей на Кубке Европы в Анси, в той же дисциплине завоевала бронзовую медаль на чемпионате Европы в Мюнхене.
На зимнем чемпионате России 2003 года в Москве выиграла бронзовую награду в беге на 60 метров.
За выдающиеся спортивные достижения удостоена почётного звания «Мастер спорта России международного класса».